# Friedrich Jeckeln
Friedrich Jeckeln (2. února 1895 Hornberg – 3. února 1946 Riga) byl vysoký německý důstojník SS, který sloužil jako vyšší velitel policie a SS v obsazeném Sovětském svazu během druhé světové války. Podílel se na nasazení a koordinaci pohotovostních skupin Einsatzgruppen a byl osobně zodpovědný za organizaci zabití více než 200 000 Židů, Slovanů, Romů a dalších „nežádoucích osob“. Po skončení druhé světové války byl za své válečné zločiny sovětským vojenským tribunálem v Rize odsouzen a popraven v roce 1946.

## Nacistická strana a SS

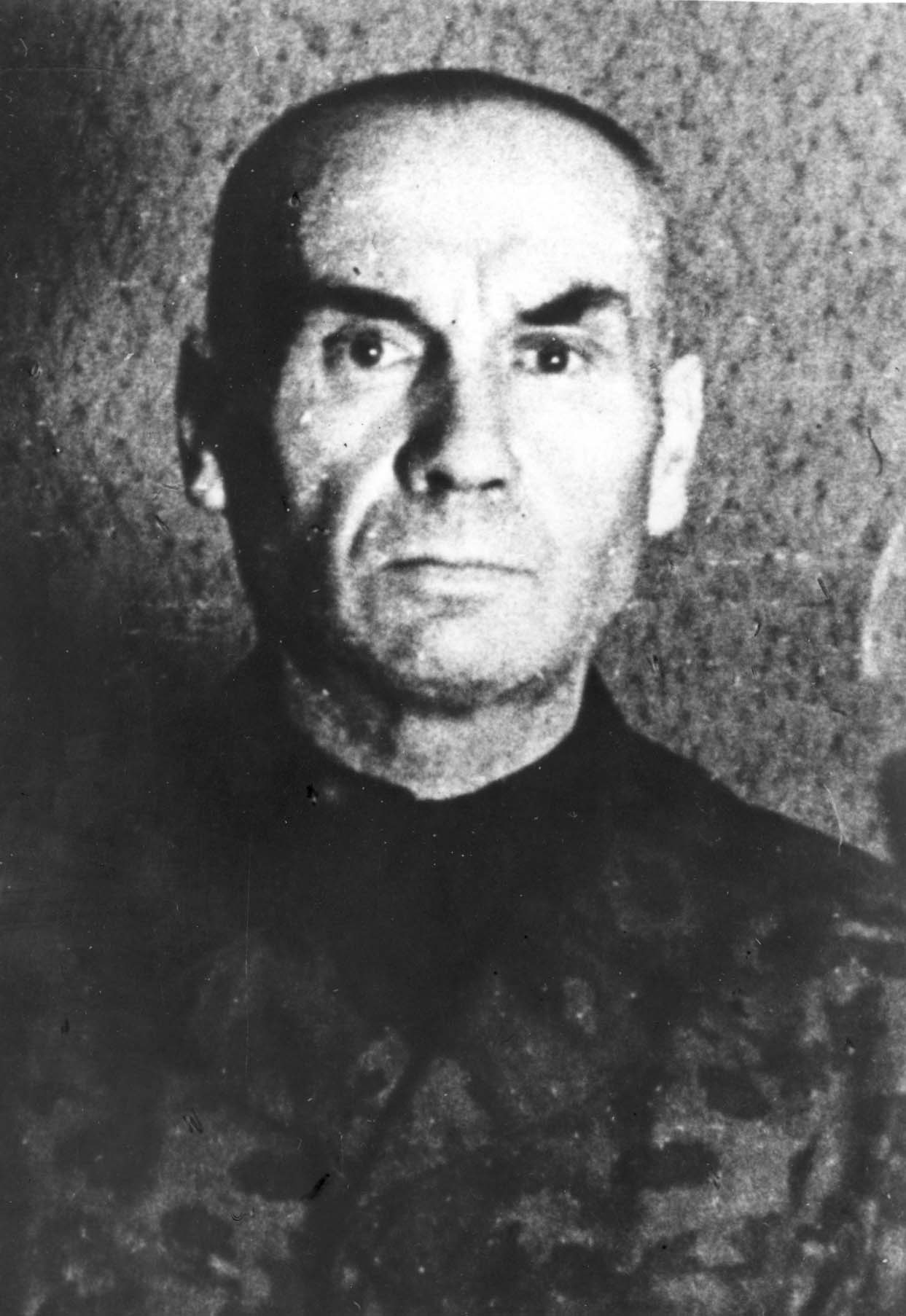
Jeckeln v sovětském vězení

Před 1. světovou válkou střídavě studoval i pracoval. Od roku 1914 sloužil jako důstojník na západní frontě. Za svou službu obdržel mj. vyznamenání železným křížem druhé třídy. Na konci války procházel leteckým výcvikem, ale nasazení nestihl. Po porážce Německa byl propuštěn ze služby a pracoval na farmě u Gdaňsku. Oženil se s Charlottou Hirschovou, dcerou majitele farmy, která byla židovského původu. Měl s ní tři děti, nicméně v roce 1926 se rozvedli. Jeckeln rodinu opustil a neplatil ani požadované alimenty. Několik let měl existenciální potíže. V roce 1929 se oženil znovu s Annemarie Wienessovou, s níž měl následně 5 dětí. Před vstupem do nacistické strany 1. října 1929 pracoval jako inženýr. V prosinci 1930 byl přijat do SS. Do konce roku 1931 byl pověřen velením pluku a následně brigády. V roce 1932 byl zvolen členem Reichstagu. V lednu 1933, když se nacistická strana dostala k moci v Německu, byl pověřen velením SS skupiny Jih. V roce 1936 byl jmenován SS a policejním vůdcem západního Německa a povýšen na SS-Obergruppenführera.
Byl známý svou nemilosrdností a brutalitou. Političtí odpůrci, obzvláště členové KPD, SPD a odborů, byli neúnavně pronásledováni a mnohdy i připraveni o život. Společně s členem strany Friedrichem Alpersem byl primárně zodpovědný za vraždy v Riesebergu v létě roku 1933 (jednalo se o zavraždění 11 komunistů a socialistů). Během křišťálové noci koordinoval protižidovské násilí v Braunschweigu a Hannoveru. Od roku 1941 do roku 1945 působil také jako velitel SS-Oberabschnittu Ostland (součást Říšského komisariátu Ostland).

## Druhá světová válka
Po zahájení druhé světové války byl povolán do služby k Waffen-SS. Stejně jako v předchozí praxi v SS, nejprve získal nižší post z pozice Allgemeine SS a sloužil jako důstojník v pluku 2. divize Totenkopf v letech 1939–1941. Začátkem roku 1941 však byla jeho frontová mise ukončena a byl převeden k Reichsführerovi-SS Heinrichu Himmlerovi. Ten ho následně pověřil, aby sloužil jako vyšší důstojník SS a policejní velitel jižního Ruska (Russland-Süd). V této úloze převzal vedení a kontrolu masových vražd Einsatzgruppen a protipartizánských operací na Ukrajině (tedy v oblasti působení Einsatzgruppe C). Stejnou pozici zastávali i jeho souputníci Hans-Adolf Prützmann (Russland-Nord) a Erich von dem Bach-Zelewski (Russland-Mitte). V srpnu 1941 dosáhlo i jeho přičiněním masové vraždění na východě prvního vrcholu – při akci v Kamenci Podolském bylo zabito více než 23 000 lidí. Dále měl zásadní podíl na masové vraždě Židů v roklině Babí Jar v září 1941, kdy zemřelo přes 33 000 lidí. Kombinované zabíjení, k němuž docházelo v prvních měsících útoku na Sovětský svaz představuje jeden z největších zločinů za války; bývá označováno jako „holokaust kulkami“. Koncem října 1941 se Jeckeln přesunul do Lotyšska, kde nahradil Prützmanna a působil opět jako policejní komisař a vyšší velitel SS. Po celou dobu byl odpovědný přímo Himmlerovi.
Vyvinul vlastní metody zabíjení velkého počtu lidí, později známé jako „Jeckelnův systém“. Měl personál, který se specializoval na každou jednotlivou část procesu. Jeho metoda byla použita u masakru Židů v Rumbule 30. listopadu a 8. prosince 1941. Systém fungoval takto:
- Bezpečnostní služba (SD) nejprve odvlekla muže z jejich domovů v rižském ghettu.
- Židé byli zorganizováni do kolon od 500 do 1000 lidí a odvedeni asi 10 kilometrů na jih.
- Velitel pořádkové policie (Orpo) vedl skupinu k místu zabíjení.
- Tři jámy již byly vykopány, aby zabíjení mohlo probíhat současně.
- Oběti byly zbaveny oblečení a cenností.
- Oběti procházely cestou k vražedným jámám dvojitým kordonem stráží.
- Vrazi přinutili oběti, aby ležely tváří dolů na dně příkopu nebo častěji na tělech lidí, kteří byli právě zastřeleni před nimi.
- Každý člověk byl střelen do zadní části hlavy z ruského samopalu. Střelec buď chodil mezi mrtvými v příkopu a zabíjel je ze vzdálenosti dvou metrů, nebo stál na okraji výkopu a zastřelil oběti pod ním. Každý, kdo nebyl přímo zabit, byl prostě pohřben zaživa, když byla jáma plná těl a zakryta hlínou.

Tento systém se nazýval „balení sardinek“ (Sardinenpackung). Z hlášení víme, že i někteří zkušení vrazi z řad Einsatzgruppen byli zděšeni jeho krutostí. V Rumbule se díval na oba dva dny masakru a bylo před ním zabito na 25 000 lidí. Ukázal se jako účinný zabiják, který se nezdráhal zajistit vraždění obrovských množství neozbrojených a dokonce nahých mužů, žen, dětí a starších lidí. Jedna ze tří přeživších z masakru Rumbula, Frida Michelsonová, se zachránila předstíráním, že je mrtvá, když vrazi na její tělo vršili boty zavražděných. Později vypověděla následující:
| „ | Tlačila se na mě hora bot. Moje tělo bylo znecitlivělé a nehybné. Byla jsem však plně při vědomí. Sníh pode mnou roztál z tepla mého těla. … Chvíli bylo ticho. Potom někde v příkopu vykřiklo dítě: „Mami! Mami! Mamii!“ Několik výstřelů. Klid. Zabito. | “ |

Dne 27. ledna 1942 byl vyznamenán válečným záslužným křížem s meči za zabití 25 000 lidí v Rumbule „z rozkazu nejvyššího velení a s nejvyšší možnou prioritou“. V letech 1942 a 1943 se více zapojil do protipartyzánských akcí, především v Bělorusku. V té době navrhoval Himmlerovi, aby se zasadil o větší zapojení pobaltských a ukrajinských jednotek v boji po boku nacistů. V roce 1944 mu zemřeli dva jeho synové. V únoru 1945, nyní jako General der Waffen-SS und Polizei, byl jmenován do velitelství SS-Freiwilligen-Gebirgs-Korps a sloužil také jako velitel náhradních jednotek SS a policejní velitel v jihozápadním Německu.

## Zatčení a odsouzení

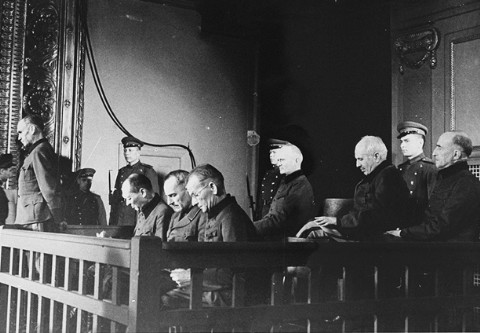
Jeckeln před tribunálem v Rize, 1946.

Zajatý byl sovětskými vojsky v blízkosti Halbe u Berlína 28. dubna 1945. Spolu s ostatními německými zajatci, kteří sloužili ve vojenském okrsku Riga, byl od 26. ledna 1946 do 3. února 1946 souzen před sovětským vojenským tribunálem v Rize. Při vyšetřování byl klidný a v podstatě odpověděl na všechny otázky vyšetřovatelů. Prodělal celkem 29 výslechů. Po celou dobu vypadal nudný a nestranný. Byl ve svých posledních slovech zdrženlivý, plně uznal svou vinu a souhlasil, že nese plnou zodpovědnost za činnost sobě podřízené policie SS a SD v Ostlandu. V závěru svého projevu řekl:
| „ | Musím převzít plnou zodpovědnost za to, co se stalo na hranicích Ostlandu, v rámci SS, SD a Gestapa. Tím se velmi zvětšuje podíl mé viny. Můj osud je v rukou Nejvyššího soudu. | “ |

Jeckeln a ostatní obžalovaní byli odsouzeni k smrti za spolupodíl na vraždě několika set tisíc lidí. Oběšeni byli v Rize dne 3. února 1946 před asi 4000 diváky. Poprava se uskutečnila na Náměstí vítězství v Rize (Uzvaras laukums), nikoli jak je někdy mylně uváděno na půdě bývalého rižského ghetta.

## Vyznamenání a kariéra
- Spona Železného kříže (1939),  2. třídy (říjen 1941) a  1. třídy (12. května 1942)
- Německý kříž ve zlatě – 19. prosince 1943 jako SS-Obergruppenführer a generál Polizei v Kampfgruppe Jeckeln
- Rytířský kříž Železného kříže s dubovými listy
- Rytířský kříž, 27. srpna 1944 jako SS-Obergruppenführer a generál Waffen-SS, Höherer SS- a Polizei a vyšší velitel SS a policie severního Ruska, velitel Kampfgruppe Jeckeln v 18. armádě
- Dubové listy, 8. března 1945 jako SS-Obergruppenführer a generál Waffen-SS a velící generál V. SS-Gebirgskorps

### Hodnosti
- SS-čekatel: 1. prosince 1930
- SS-Mann: 5. ledna 1931
- SS-Sturmbannführer: 31. března 1931
- SS-Standartenführer: 22. června 1931
- SS-Oberführer: 20. září 1931
- SS-Gruppenführer: 4. února 1933
- SS-Obergruppenführer: 13. září 1936
- SS-Obergruppenführer a generál policie: 26. července 1940
- SS-Obergruppenführer und General der Waffen-SS a policie: 1. července 1944